# Theo Jörgensmann
Theo Jörgensmann, nemški Jazz klarinetist in skladatelj, * 29. september 1948, Bottrop.

## Diskografija
- Axiomatic 473’ Exploration, with Alessandro Ciccarelli and Lorenzo Santoro (Plus Timbre, 2024)
- Contact 4tett Loud Enough To Rock The Kraut (2015)
- Theo Jörgensmann Bucksch (2014)
- Marcin Oleś Theo Jörgensmann Bartłomiej Oleś Live in Poznań 2006 (2007)
- Theo Jörgensmann Fellowship (2005)
- Oleś Jörgensmann Oleś Directions (2005)
- Marcin Oleś Theo Jörgensmann Bartłomiej Oleś miniatures (2003)
- Theo Jörgensmann Quartet Hybrid Identity (2002)
- Theo Jörgensmann Eckard Koltermann Pagine Gialle (2001)
- Theo Jörgensmann Quartet Snijbloemen (2000)
- Theo Jörgensmann Albrecht Maurer European Echoes (1999)
- Theo Jörgensmann Solo Laterna Magica (1983)

### Documentarni film
- Wagner Bilder, documentarni film;  Bochumer Symphoniker in Christoph Schlingensief; Filmski režiserji: Christoph Hübner (2001/2002)

### Film o Theo Jörgensmann
- Theo Jörgensmann Bottrop Klarinette, documentarni film (1987)